# Хеннинг, Джозефин
Джозефин Хеннинг (нем. Josephine Henning; род. 8 сентября 1989, Майнц[…]) — немецкая футболистка, центральная защитница. Четырёхкратная победительница Лиги чемпионов. Чемпионка Европы 2013 года и Олимпийских игр 2016 года.

## Карьера
Профессиональную карьеру она начала в 2005 году в составе «Саарбрюккена». Затем играла за «Турбине» и «Вольфсбург». Четыре раза выигрывала чемпионат Германии. В июне 2014 года перешла в «Пари Сен-Жермен». В составе команды дошла до финала Лиги чемпионов, где «Пари Сен-Жермен» уступил «Франкфурту». Пропустила первую часть сезона 2015/16, после чего расторгла контракт с клубом.
18 января 2016 года подписала контракт с лондонским «Арсеналом». После окончания сезона в Англии, подписала контракт с «Лионом», в составе которого выиграла чемпионат и Кубок Франции, а также четвёртую для себя Лигу чемпионов. Летом 2016 года в составе сборной Германии Джозефин выиграла золотую медаль на Олимпиаде в Рио-де-Жанейро. В августе 2017 года она снова вернулась в «Арсенал».
2 июля 2018 года на своей странице в Instagram спортсменка объявила о завершении карьеры.

## Достижения

### Клубы
Турбине:
- Чемпионат Германии: 2009/2010, 2010/2011
- Лига чемпионов: 2009/10

Вольфсбург:
- Чемпионат Германии: 2012/2013, 2013/2014
- Кубок Германии: 2012/2013
- Лига чемпионов: 2012/13, 2013/14

Арсенал:
- Кубок Англии: 2015/2016

Лион:
- Чемпионат Франции: 2016/2017
- Кубок Франции: 2016/2017
- Лига чемпионов: 2016/17

### Сборная
Германия:
- Победительница чемпионата Европы 2013
- Победительница Олимпийских игр 2016
- Победительница Кубка Алгарве: 2012, 2014